# Sess Kilgreen

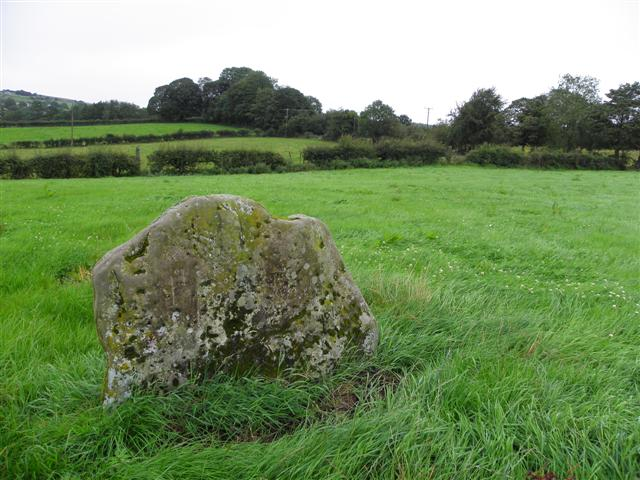
Stehender Stein…

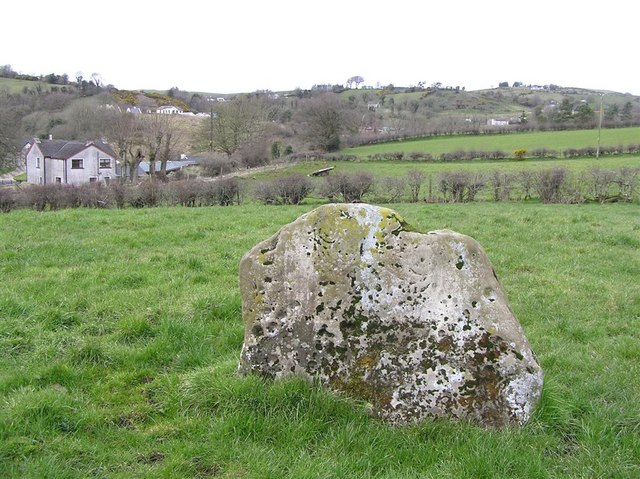
Südlich der Straße…

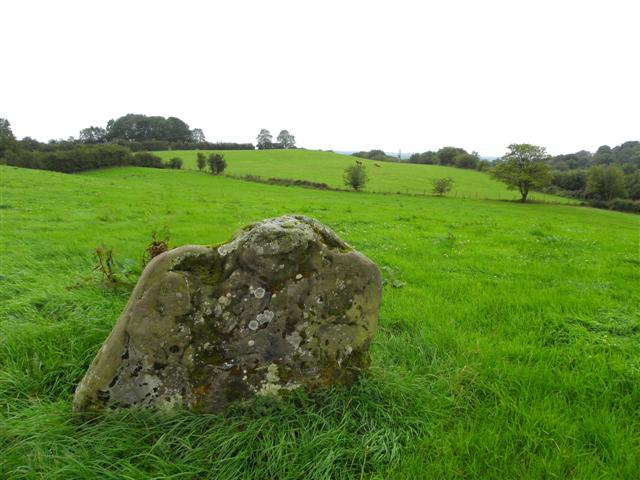
Von Ballygawley nach Omagh

Das Passage Tomb von Sess Kilgreen (irisch Seisíoch Chill Ghrianna) liegt auf einer Farm bei Ballygawley zwischen Sträuchern südlich der Straße von Ballygawley nach Omagh im County Tyrone in Nordirland.
Wie das etwa 6,5 km entfernte Knockmany hat diese Megalithanlage keine Decke und keinen Gang mehr. Sie enthielt Knochen und zwei Töpfe. Herausragend und in Nordirland neben Knockmany und Carnanmore (oder East Torr) einzigartig ist die Dekoration in Form von Rauten, überlagert von konzentrischen Kreisen auf zweien der Steine. Im Feld liegt eine einzelne etwa 1,5 m hohe Platte, von Rindern als Reibpfosten verwendet. Dabei soll es sich um einen verlagerten Deckstein der Anlage handeln. Er ist mit Blumenmotiven, konzentrischen Kreisen, Schälchen (englisch cups) und Spiralen übersät und diagonal durch eine Schälchenreihe unterteilt. Rekonstruiert wurde eine ovale, etwa 3,3 m lange und 2,2 m breite Kammer aus 13 teilweise sehr schmalen Tragsteinen.